# Puccinia schistocarphae
Puccinia schistocarphae ist eine Ständerpilzart aus der Ordnung der Rostpilze (Pucciniales). Der Pilz ist ein Endoparasit der Korbblütlergattung Schistocarpha. Symptome des Befalls durch die Art sind Rostflecken und Pusteln auf den Blattoberflächen der Wirtspflanzen. Sie ist aus Guatemala und Kolumbien bekannt.

## Merkmale

### Makroskopische Merkmale
Puccinia schistocarphae ist mit bloßem Auge nur anhand der auf der Oberfläche des Wirtes hervortretenden Sporenlager zu erkennen. Sie wachsen in Nestern, die als gelbliche bis braune Flecken und Pusteln auf den Blattoberflächen erscheinen.

### Mikroskopische Merkmale
Das Myzel von Puccinia schistocarphae wächst wie bei allen Puccinia-Arten interzellulär und bildet Saugfäden, die in das Speichergewebe des Wirtes wachsen. Ihre Spermogonien und Aecien sind unbekannt, gleiches gilt für die Uredien des Pilzes und ihre Uredosporen. Die blattunterseitig auf den Wirtsblättern wachsenden Telien der Art sind hell gelbbraun, kompakt und unbedeckt, sie stehen in dichten Gruppen. Die fast hyalinen Teliosporen sind zweizellig, in der Regel lang eiförmig bis langellipsoid und 40–52 × 17–20 µm groß. Ihre Stiele sind farblos und bis zu 25 µm lang.

## Verbreitung
Das bekannte Verbreitungsgebiet von Puccinia schistocarphae umfasst Guatemala. Auch aus Kolumbien ist die Art bekannt.

## Ökologie
Die Wirtspflanzen von Puccinia schistocarphae sind verschiedene Schistocarpha-Arten. Der Pilz ernährt sich von den im Speichergewebe der Pflanzen vorhandenen Nährstoffen, seine Sporenlager brechen später durch die Blattoberfläche und setzen Sporen frei. Die Art durchläuft einen Entwicklungszyklus, von dem bislang nur Telien sowie deren Wirt bekannt sind; Uredien, Spermogonien und Aecien konnten ihr nicht zugewiesen werden.